# Félix Blum
Pour les articles homonymes, voir Blum.
Félix Blum, né le 10 février 1847 à Bischheim et mort le 4 mai 1925 à Strasbourg, est un rabbin français des XIXe et XXe siècles, qui a officié à Brumath, Fegersheim, Phalsbourg et Mulhouse.

## Biographie

### Jeunesse et famille
Fils d'Israel Blum, revendeur, et de Madeleine Arrody, son épouse, Félix Blum naît à Bischheim en 1847.
Le professeur au Collège de France et président de l'Académie des sciences Étienne-Émile Baulieu (né Étienne Blum) est un de ses petits-fils, et Vincent Peillon, ministre de l'Éducation nationale de 2012 à 2014, est un de ses arrière-petits-fils.

### Parcours
Il devient rabbin de communautés près de Strasbourg [Quand ?]: Brumath, Fegersheim dans le Bas-Rhin.
Il devient rabbin de Phalsbourg[Quand ?].
En 1898, il devient grand-rabbin de Mulhouse, où il succède au grand-rabbin Salomon Moock. Il y reste en fonction jusqu'en 1921. Le poste est déclaré vacant en janvier 1922, à la demande du rabbin qui désire prendre sa retraite. Le rabbin Jacob Kaplan lui succède, à partir du dimanche 17 septembre 1922.